# Ross Kemp
Ross Kemp, angleški igralec in novinar, * 21. julij 1964, Barking.
Kemp je najbolj znan po svoji vlogi v BBC-jevi seriji EastEnders in kot preiskovalni novinar in voditelj dokumentarne serije Ross Kemp on Gangs, ki je prejela nagrado BAFTA.